# Sauvagella madagascariensis
Sauvagella madagascariensis là một loài cá thuộc họ Clupeidae. Nó là loài đặc hữu của Madagascar. Môi trường sống tự nhiên của nó là các con sông. Nó bị đe dọa do mất môi trường sống.